# Одоакр (вождь саксов)

Галлия в 481 году

Одоакр (Адовакрий; лат. Adovacrius; V век) — предводитель и военачальник саксов, в 460-х годах со своими воинами нападавший на владения Западной Римской империи в долине реки Луары.

## Биография

### Исторические источники
Основной нарративный источник об Одоакре — «История франков» Григория Турского. Сообщения всех остальных франкских источников — «Хроники» Фредегара и «Книги истории франков» — вероятно, основаны на труде этого автора. В свою очередь, предполагается, что сам Григорий Турский сведения о происходивших более века назад событиях в долине Луары почерпнул из не дошедших до нашего времени «Анналов Анже».

### Войны Одоакра с римлянами и франками
По свидетельству Григория Турского, в начале 460-х годов укрепившиеся в устье Луары саксы начали совершать набеги на близлежавшие земли, за контроль над которыми также вели борьбу король вестготов Теодорих II и правитель Суасонской области Эгидий. Вероятно, конфликт между наиболее могущественными на тот момент правителями Римской Галлии способствовал успеху нападений саксов. Согласно свидетельству Григория Турского, вскоре после состоявшегося 463 году сражения при Орлеане саксы Одоакра напали на Анже (Андекав; лат. Andecavus). После смерти скончавшегося в 464 или 465 году Эгидия Одоакр снова угрожал Анже и заставил горожан дать ему заложников. То же были вынуждены сделать и жители «других мест». Вероятно, в обмен Одоакр обещал римскому правителю Суасонской области (возможно, Сиагрию или Павлу) отказаться от нападений на римские владения, так как в исторических источниках отсутствуют сведения о деятельности луарских саксов в течение следующих нескольких лет.
Однако в 469 или 470 году Одоакр по неизвестным причинам разорвал мирный договор с западными римлянами и подступил к Анже. В «Истории франков» Григория Турского сообщается, что оборону города от саксов возглавлял комит Павел. Дальнейшие события франкский историк описал так: «Когда же Одоакр пришёл в Анже, то туда на следующий день подошёл король Хильдерик и, после того как был убит Павел, захватил город». Григорий Турский также упомянул, что в тот же день от сильного пожара в Анже сгорела резиденция местного епископа. В «Книге истории франков» и труде Фредегара утверждается, что франки одержали победу над саксами без помощи римлян, и что после победы Хильдерик I убил Павла и захватил Анже.
Анализируя тексты этих источников, часть современных исследователей предполагает, что Павел погиб в бою с саксами, часть — что римский военачальник был убит по приказу правителя салических франков Хильдерика I. Историки единодушны только в том, что в результате этих событий саксы так и не смогли установить свою власть над Анже.
В «Истории франков» также сообщается, что война между саксами и римлянами продолжалась ещё некоторое время. Во время этих военных действий саксы были разбиты и понесли большие потери, а «их острова были захвачены и опустошены франками, при этом погибло много народа». Однако кто был предводителем этих саксов, Григорий Турский не упомянул. Позднее король Хильдерик I заключил с Одоакром союз для борьбы с алеманнами, против которых два правителя провели успешные военные действия.

### Идентификация Одоакра
В труде Григория Турского Одоакр назван только предводителем отрядов саксов, но в ряде работ современных историков он наделяется титулом «король» (лат. rex). О том, кто были эти «саксы», среди историков идут споры. Среди вариантов рассматривается возможность, что это могли быть англосаксы, в ходе миграции переселившиеся сначала в Британию, а затем на полуостров Бретань.

#### Одоакр — правитель Италии
О происхождении и ранних годах жизни Одоакра в сочинении Григория Турского ничего не сообщается. Это позволяет некоторым исследователям отождествлять вождя саксов с его намного более известным тёзкой, королём Италии Одоакром. В подтверждение таких предположений приводятся как ономастические данные (сходство имён этих двух лиц: Adovacrius и Eadwacer — вождь саксов, Odovacrius — король Италии), так и отсутствие сведений о деятельности будущего монарха со времени распада Гуннской державы Аттилы (453 год) до прибытия Одоакра на Апеннинский полуостров в начале 470-х годов.
По мнению сторонников отождествления вождя саксов с королём Италии, потерпев в 469 или 470 годах поражение от франков, Одоакр с немногочисленными сторонниками отправился из Галлии в Рим. По пути он посетил жившего в Норике Северина, о чём сохранилось упоминание в житии этого святого, написанном очевидцем событий Евгиппием, а в 471 или 472 году принял участие на стороне Рицимера в борьбе с императором Прокопием Антемием.

#### Одоакр — вождь саксов
В свою очередь противники такого отождествления считают, что в позднеантичных и раннесредневековых источниках нет каких-либо свидетельств о контактах италийского Одоакра с саксами, и что в этом случае одних только ономастических данных недостаточно. В качестве одного из подтверждений данного мнения приводится свидетельство из «Хронографии» Феофана Исповедника о службе будущего короля в Италии в то время, когда, по свидетельству Григория Турского, вождь саксов ещё находился в Северной Галлии. По мнению же Э. А. Томпсона, будущий король Италии Одоакр посещал Северина в Норике около 461 года, то есть ещё за несколько лет до того, как одноимённый вождь саксов впервые был упомянут в исторических источниках.
Предполагается, что Одоакр, с которым по свидетельству Григория Турского король Хильдерик I заключил союз против алеманнов, скорее всего, тождественен правителю Италии. Таким образом, сражение при Анже — последнее достоверное свидетельство о саксонском вожде Одоакре, содержащееся в раннесредневековых источниках.

## Комментарии
1. ↑  В оригинальном латиноязычном тексте «Истории франков» эта персона названа Адовакрием (например, лат. «Adovacrius vero cum Saxonibus Andecavo venit»[1]), но в русскоязычном издании под редакцией М. Л. Гаспарова это имя переведено как Одоакр («Одоакр с саксами выступил против Анжера»[2]).
2. ↑  Ряд историков считает, что в сообщающей об этом событии «Истории франков» Григория Турского содержится ошибочное упоминание об алеманнах, в то время как в действительности франки и саксы совместно выступили против аланов[8][14].